# Abhijeet Gupta
Abhijeet Gupta (n. en el distrito de Bhilwara el 16 de octubre de 1989) es un jugador de ajedrez indio con el título de Gran Maestro.
El 15 de agosto de 2008 ganó el Campeonato del Mundo Juvenil en Gaziantep, Turquía, por delante de muchos otros jugadores fuertes, incluyendo Maxim Rodshtein, David Howell y Hou Yifan. Es el tercer indio en ganar este campeonato, que lleva consigo el título de Gran Maestro de la FIDE. También hizo las normas de GM en los torneos Andorra Open 2006, Nueva Delhi (Parswnath) 2007 y Balaguer 2007. En 2008 ganó el sexto Parsvnath Open en Nueva Delhi. En 2011 ganó el 13º Campeonato Abierto de Ajedrez de Dubái y empató en el 2 al 4 con Tigran L. Petrosian y Magesh Panchanathan en el 3.er Torneo Abierto de Ajedrez Internacional Orissa.